# Lapis manalis
Der Lapis manalis  (lateinisch lapis: „Stein“) war in der römischen Religion ein Stein, mit dem der Mundus cereris gewöhnlich verschlossen war. Nach verbreiteter Ansicht handelt es sich um einen Fetisch zum Gebrauch bei einem aquaelicium. Während im Allgemeinen nur von einem Stein die Rede ist, spricht Fulgentius von Ruspe, indem er sich auf Labeo bezieht, von mehreren. Paulus Diaconus, der ihn für einen solchen hält, trennt ihn vom Stein des aquaelicium.